# Pikku-Pesiö
Pikku-Pesiö och Iso-Pesiö, eller Pesiöjärvet är sjöar i Finland. De ligger i kommunen Pudasjärvi i landskapet Norra Österbotten, i den centrala delen av landet, 600 km norr om huvudstaden Helsingfors. Pikku-Pesiö ligger 162,3 meter över havet. Arean är 58,9 hektar och strandlinjen är 3,68 kilometer lång. Sjön  ingår i Ijo älvs huvudavrinningsområde. 